# Bartholomäus Bausner
Bartholomäus Bausner (lat. Bartholomaeus Bausnerus) (* 1629 in Reps; † 14. April 1682 in Birthälm) war ein Siebenbürger evangelischer Theologe und Philosoph mit bedeutenden Arbeiten auf kardiologisch–wissenschaftlichem Gebiet sowie Bischof der Siebenbürger Sachsen in Birthälm.

## Leben
Bausner schrieb sich am 8. Mai 1646 am Gymnasium in Hermannstadt ein und beendete hier seine Schulzeit erfolgreich im Jahr 1651. Am 16. August 1651 nahm er das Studium der Philosophie und Theologie an der Universität Wittenberg auf. Am 16. Mai 1654 wechselte er an die Universität Leiden und wurde dort Schüler des Philosophen Adrianus Heereboord (1614–1661), eines Repräsentanten des Cartesianismus in Leiden. Im September 1652 erfolgte die Disputation unter Heereboord mit der philosophischen Arbeit Disputatio Philosophica De Cordis Humani Actionibus, also einer Arbeit über die Tätigkeit des menschlichen Herzens. In dieser Arbeit vertrat Bausner 24 Thesen, in denen die Funktionen des menschlichen Herzens entsprechend dem Konzept von William Harvey dargestellt wurden. Bausner schlug sich also früh auf die Seite Harveys. Im Jahr 1656 gab Bausner in Amsterdam ein dreiteiliges medizinisches Werk über die Harmonie der menschlichen Körperteile heraus. Hier vertrat er die Ansicht, dass im menschlichen Körper nichts ohne Gesetz, Ordnung, Harmonie, Gewicht, Maß oder Zahl geschähe. Bausner betrachtete Krankheiten als Folge der Schädigung von Organen. Gesundheit war für ihn das harmonische Zusammenspiel der Organe. In den einzelnen Kapiteln des dreiteiligen Werkes legte Bausner zunächst Anatomie und Physiologie des jeweiligen Organs dar. Dann folgte ein kurzes Kapitel mit dem Titel Usus medicus, also dem Titel „medizinische Verwendung.“ Diese Sichtweise, eine Verbindung zwischen Anatomie, Physiologie und praktischer Medizin herzustellen, wurde unter dem Namen „Anatomia animata“ durch Albrecht von Haller bekannt.
Im Jahre 1656 wurde Bausner Diakon in Schäßburg, dann Pfarrer in Nadesch und Reichesdorf. 1667 wurde er Generaldechant der evangelischen Kirchen Siebenbürgens und 1669 Bischof der Siebenbürger Sachsen in Birthälm. Bausner konstatierte in seinen kardiologischen Arbeiten, dass der Arzt den Bemühungen, das Herz zu heilen, alles unterordnen solle. Er vertrat zudem die Ansicht, dass Pfarrer Krankenbesuche abstatten sollten, selbst wenn sie nicht dazu aufgefordert würden.
Bausner machte es möglich, dass der Cartesianismus innerhalb der evangelischen Kirche Siebenbürgens offiziell nicht verrufen wurde. Bausner starb im Jahr 1682 in Birthälm.

## Werke
- Disputatio Philosophica de Cordis Humani Actionibus, Lugduni Batavorum 1654.
- De consensu partium humani corporis Libri III. In quibus Ea omnia, quae ad quamque Actionem, que quomodo in Homine, concurrunt, recensentur, actionum modus ut et consensus ratio explicatur, adeoque Universa Hominis Oeconomia traditur, Amsterdam 1656. (Drei Bücher über die Harmonie der menschlichen Körperteile, in welchem alle diejenigen Dinge aufgezählt werden, die in einem gewissen Maße zu deren Funktionen, insbesondere beim Menschen beitragen, mit Erläuterungen der Funktionen wie auch der Vernünftigkeit der Beziehungen und die auch das gesamte Gleichgewicht des Menschen behandeln.)